# Динарій кесаря (Тіціан)
«Динарій кесаря» (італ. Cristo della moneta) — картина італійського художника епохи Відродження Тіціана (1490–1576). Створена близько 1516 року. Зберігається у Галереї старих майстрів, Дрезден (інвен. номер Gal.-Nr. 169).

## Опис
В основі сюжету картини — євангельська притча про «динарій кесаря». Згідно з Євангелієм від Матвія, до Ісуса Христа прийшли фарисеї і поставили йому підступне питання про те, чи варто платити податки римському імператору (кесарю). Ісус, угледівши їхнє лицемірство, звелів показати йому податкові гроші. «І принесли динарія Йому. А Він каже до них: Чий це образ і напис? Ті відказують: Кесарів. Тоді каже Він їм: Тож віддайте кесареве кесареві, а Богові Боже. А почувши таке, вони диву далися. І, лишивши Його, відійшли.»
Тіціан наділяє фарисея рисами, подібними до класичних іконографічних зображень Юди Іскаріота. Весь його вигляд говорить про жадібність і підступність. Він, на відміну від Христа, зображений в профіль, із темним обличчям та засмаглими руками.